# Barbara Smolińska
Barbara Smolińska es una artista polaca que fue incluida en la lista 100 Women de la BBC en el año 2021.

## Biografía
Barbara Smolińska empezó a trabajar en el mundo de la música y los tratamientos cosméticos. En 2013, comenzó a coleccionar muñecas hiperrealistas y luego decidió abrir una empresa de fabricación de bebés hiperrealistas llamada Reborn Sugar Babies. Estos muñecos aportan beneficios terapéuticos a sus clientes. Fueron adquiridos por estudios de cine, escuelas de educación prenatal, salas de emergencia, escuelas de enfermería y coleccionistas de muñecas. Según la creadora, estas muñecas ayudan a procesar los abortos espontáneos, así como la ansiedad, la depresión y los problemas de fertilidad. Los precios de estas muñecas oscilan entre cientos y miles de dólares.

## Reconocimientos
En diciembre de 2021, fue incluida en la lista de la BBC de las 100 mujeres más influyentes del mundo.